# Goguryeoan
Le goguryeoan (ou goguryeo, koguryŏ, koguryŏan, rarement goguryeoïque,, plus précisément, le puyŏ-koguryŏ commun) était la langue du royaume de Goguryeo, un des trois royaumes historiques de Corée (avec Baekje et Silla). Cette langue est peu attestée et certaines théories la concernant sont controversées. Selon d'anciens textes chinois, les langues de Buyeo, d'Okjeo, de Dongye et de Goguryeo étaient semblables et différentes de celles des Yilou, des Mohe (peuples toungouses), et des Samhan (au Sud de la Corée). Ces langues ont donc été regroupées en langues buyeo. Le goguryeoan aurait également été semblable à la langue de Baekje (ou au moins de sa classe dirigeante) selon le livre des Liang.

## Histoire
Christopher I. Beckwith subdivise l'histoire du koguryŏ en trois périodes, avec en plus le proto-koguryŏ qui précède lesdites périodes :
- le proto-koguryŏ[9]
- le koguryŏ archaïque (ou koguryŏ ancien), la langue des écrits chinois du IIIe siècle[10].
- le vieux koguryŏ (ou koguryŏ médiéval), la langue parlée durant le Moyen Âge, jusqu'à l'extinction de la langue[11].
- le post-koguryŏ, qui correspond aux formes qui ont pu exister après l'extinction de cette langue. Selon Vovin, le parhae et le moyen coréen descendent du koguryŏ[12],[13].

Robbeets (2020), qui, comme Beckwith, soutient une origine japonique au koguryŏ, propose des subdivisions aux langues puyŏ. Ainsi, il appartiendrait au sous-groupe macro-goguryeo, lui-même appartenant au groupe macro-buyeo. Il aurait émergé durant le IIIe siècle, puis se serait éteint au VIe siècle.

### Koguryŏ archaïque
Toujours selon Beckwith, le koguryŏ archaïque (ou maek, ou puyŏ-koguryŏ archaïque) était parlé au Sud de la Mandchourie, dans le Liaodong et à l'extrême-Nord de la Corée durant l'Antiquité tardive. Le ye-maek et l'okchŏ auraient été des dialectes du koguryŏ archaïque. À la suite d'une expédition des Wei durant les années 240, qui a étudié les territoires de Goguryeo et de Buyeo, des mots et des morphèmes grammaticaux ont été listés dans San kuo chih.

### Vieux koguryŏ
Selon Beckwith encore, le vieux koguryŏ est attesté par des listes de mots, des morphèmes grammaticaux et des toponymes rédigées au cours du VIIIe siècle. Le Samguk Sagi, rédigé au cours du XIIe siècle, comprend des toponymes du centre de la Corée dont certains ont été identifiés comme d'origine japonique. Beckwith les interprète comme représentant la langue de Goguryeo, mais cet argument est rejeté par Vovin, Whitman et Robbeets. Il note que ces toponymes sont également issus du royaume de Dongye, qui a précédemment été conquis par Goguryeo, il en déduit que les variétés puyŏ-koguryŏ auraient été parlées sur la côte orientale de la Corée, jusqu'à Jinhan.

## Classification
La théorie la plus soutenue sur l'origine de cette langue, est qu'il s'agit d'une langue coréanique de la branche buyeo. Le livre des Wei, qui contient une liste de mots goguryeoans dont les racines seraient coréaniques, soutient cette hypothèse. Cependant, sa position par rapport au moyen coréen (l'ancêtre du coréen et du jeju) est débattue. La théorie dominante affirme que le moyen coréen descend du sillan,,, la langue de Silla, qui, après avoir unifié la péninsule coréenne en 676, l'aurait imposé dans le reste des territoires, tandis qu'une théorie plus minoritaire et contestée suggère qu'il descend du goguryeoan,,. Aucun consensus n'a encore été trouvé.
Une autre théorie sur son origine est la parenté avec les langues japoniques, dont les langues buyeo constitueraient la branche continentale. Ces théories sont controversées. Le principal argument réside dans la liste des noms de lieux du chapitre 37 du Samguk sagi, qui comporte des toponymes dans les territoires au centre et au Sud de la Corée conquis par Silla, dont certains ressemblant aux langues japoniques. Cet argument est critiqué car le cœur historique de Goguryeo ne contient pas ou peu de toponymes d'origine japonique. Selon Whitman (2011), ces toponymes sont le reflet de la langue japonique qui était parlée à cet endroit-là (pseudo-koguryŏ), et pas la langue de Goguryeo elle-même. De plus, des langues anciennement parlées en Mandchourie (jurchen et khitan) contiennent des emprunts coréaniques. Cela s'expliquerait selon Vovin par le fait que la région ait été politiquement dominée par Goguryeo puis Balhae (dont la langue, le balhae aurait été coréanique selon lui).
D'autres auteurs soutiennent que le goguryeoan est une langue toungousique.

## Phonologie
Beckwith a reconstruit les voyelles et les consonnes du vieux koguryŏ.

### Voyelles
|         | Antérieure | Centrale    | Postérieure |
| ------- | ---------- | ----------- | ----------- |
| Fermée  | i [i]      | ɨ [ɨ] ü [ʉ] | u [u]       |
| Moyenne | e [e]      |             | o [o] (aw)  |
| Ouverte |            | a [a]       |             |

### Consonnes
|               |               | Bilabiale | Alvéolo-dentale | Alvéolo-palatale | Latérale | Palatale | Vélaire | Glottale |
| ------------- | ------------- | --------- | --------------- | ---------------- | -------- | -------- | ------- | -------- |
| Occlusives    | Sourdes       | p [p]     | t [t]           |                  |          |          | k [k]   |          |
| Fricatives    | Fricatives    |           |                 | ś [s]            |          |          |         | ɦ [ɦ]    |
| Affriquées    | Sourdes       |           | ts [ts]         | tś [tʃ]          |          |          |         |          |
| Nasales       | Nasales       | m [m]     | n [n]           |                  |          |          | ŋ [ŋ]   |          |
| Liquides      | Liquides      |           | r [r]           |                  |          |          |         |          |
| Semi-voyelles | Semi-voyelles |           |                 |                  |          | y [j]    |         |          |

## Comparaison lexicale

### Lexique
Beckwith liste des mots et des morphèmes grammaticaux en koguryŏ archaïque et en vieux koguryŏ. Ils sont glossés et identifiés de manière certaine.
| français                                           | koguryŏ archaïque        | vieux koguryŏ                                   | puyŏ-paekche                                         |
| -------------------------------------------------- | ------------------------ | ----------------------------------------------- | ---------------------------------------------------- |
| marqueur du génitif attributif                     | *na : *nâ                | *na : *nəy ~ *ɨr                                |                                                      |
| grande montagne                                    | *ɣapma                   | *ɦaɨp                                           |                                                      |
| roi                                                | *kar                     | *key : *key                                     | *kar 'roi, chef tribal, haut représentant, ministre' |
| devant                                             | *kor                     |                                                 |                                                      |
| droit                                              | *kör                     |                                                 |                                                      |
| ville fermée par des murs, fort                    | *kuru                    | *kuər : *χuər ~ *kuər                           |                                                      |
| jaune                                              | *kweru                   | *kuər                                           |                                                      |
| régent(e), vrai, roi                               | *makri(p)kar             | *makrikey                                       |                                                      |
| bien, excellant                                    | *meyŋ                    | *mey                                            |                                                      |
| capitale                                           | *ortu : *ortə ~ *ortʋ    |                                                 |                                                      |
| derrière, nom d'une tribu du nord de Goguryeo      | *tsiar ~ *tswiar         | > *tśɨr + *i > *tśɨrɨ 'nord'                    |                                                      |
| tirer à l'arc                                      | *tüŋ                     | *tśü                                            |                                                      |
| (re)sembler                                        | *wi                      |                                                 |                                                      |
| gauche                                             | *źör ~ *dźir             |                                                 |                                                      |
| suffixe du morphème génitif attributif             | *na                      | *ɨr : *ɨn                                       |                                                      |
| morphème des verbes dérivatoires                   |                          | *pi : *pi < *-pu-i                              |                                                      |
| suffixe du morphème adjectival attributif          |                          | *si : *si ~ śi                                  |                                                      |
| morphème des noms dérivatoires                     |                          | *tsi : *tsi < *tu-i                             |                                                      |
| suffixe diminutif                                  |                          | *u : *ʋ                                         |                                                      |
| pied                                               |                          | *ɦa : *ɣwəy                                     |                                                      |
| regarder, observer                                 |                          | ɦa : *a                                         |                                                      |
| tube, cave, caverne, trou                          |                          | *ɦaɨp : *aɨp                                    |                                                      |
| ouest                                              |                          | *ɦaɨp : *aɨp ~ *ɣap                             |                                                      |
| grande montagne, escarpé                           | *ɣapma 'grande montagne' | *ɦaɨp : *aɨp ~ *ɣaɨp ~ *kaɨp ~ *ɦaɨp ~ *ap [in] |                                                      |
| pauvre, épuisé                                     |                          | *ɦatśir : *atśin                                |                                                      |
| entrer                                             |                          | *i ~ *yi                                        |                                                      |
| superviser, emprisonner                            |                          | *im                                             |                                                      |
| tête                                               |                          | *kan : *kən ~ *kɨr ~ *kɨn                       |                                                      |
| fleur de poireau                                   |                          | *kakey                                          |                                                      |
| vautour                                            |                          | *kami : *kammi                                  |                                                      |
| cave, caverne, trou                                |                          | *kaɨpi ~ *kaɨp : *kaɨppi                        |                                                      |
| représentant, ministre                             | *kar                     | *ka(r)                                          |                                                      |
| charrue                                            |                          | *kar : *kalir                                   |                                                      |
| est (point cardinal)                               |                          | *kati : *kaṭi                                   |                                                      |
| militaire, guerrier                                |                          | *key : *key ~ ɣey                               |                                                      |
| canine (dent)                                      |                          | *keyr : *keylir                                 |                                                      |
| arbre, bois                                        |                          | *kɨr : *kɨn ~ *kɨnir ~ ɣey                      |                                                      |
| courageux                                          |                          | *kɨr : *kɨn                                     |                                                      |
| monticule, ruines d'une ville                      |                          | *kɨr : *kɨn                                     |                                                      |
| lettre, écrit, notes, traces                       |                          | *kɨr : *kɨnlir                                  |                                                      |
| enfant                                             |                          | *ku : *gu                                       |                                                      |
| région sauvage, terre en friche                    |                          | *kuərɦɨy : *kuərɨy                              |                                                      |
| bouche                                             |                          | *kuɘrtsi : *χuərtsi ~ *kuaɨr ~ *kʋtsi           |                                                      |
| ours                                               |                          | *kum : *kuŋ(m)                                  |                                                      |
| pin                                                |                          | *kur : *guli / *ku : *gu                        |                                                      |
| épais, dense, honnête                              |                          | *kutsi : *gutsi                                 |                                                      |
| jade                                               |                          | *kʋ                                             |                                                      |
| cygne                                              |                          | *kʋɦɨy : *kʋɨy                                  |                                                      |
| chevreuil                                          |                          | *kʋsi : *kʋsi ~ *kʋśɨ                           |                                                      |
| peuplier, saule                                    |                          | *kü ~ *kɨ                                       |                                                      |
| cœur                                               |                          | *kür ~ *kɨr : *külir ~ *kɨlir                   |                                                      |
| s'évader, s'enfuir, esquiver                       |                          | *məwk                                           |                                                      |
| bras, épaule                                       |                          | *maɨ                                            |                                                      |
| une sorte d'arbre (littéralement : un grand saule) |                          | *makɨr : *maɨkɨn                                |                                                      |
| correct, vrai                                      |                          | *makri ~ makari                                 |                                                      |
| anneau, cercle                                     |                          | *mawir                                          |                                                      |
| poulain                                            |                          | *merʋ                                           |                                                      |
| fleuve, eau                                        |                          | *mey                                            |                                                      |
| ail                                                |                          | *meyr : *meylir                                 |                                                      |
| femelle, yin                                       |                          | *miŋ                                            |                                                      |
| bannière, signal                                   |                          | *miŋ                                            |                                                      |
| arbre érudit, Sophora japonica                     |                          | *miŋkɨr : *miŋkɨn                               |                                                      |
| graine                                             |                          | *miŋpar : *miŋbuar                              |                                                      |
| trois                                              |                          | *mir                                            |                                                      |
| poutre de toit, pont                               |                          | *mur                                            |                                                      |
| découpage, section, division, festival             |                          | *mutsɨ                                          |                                                      |
| sept                                               |                          | *nan                                            |                                                      |
| plomb                                              |                          | *namur : *nəymur                                |                                                      |
| bambou                                             |                          | *na : *na ~ *nay                                |                                                      |
| terre, province/préfecture                         |                          | *na : *nwəy ~ *naw ~ *nəy                       |                                                      |
| dans, à l'intérieur de                             |                          | *na : *nəy ~ *na                                |                                                      |
| blanc                                              |                          | *naɣei                                          |                                                      |
| sable                                              |                          | *nair : *nwəir                                  |                                                      |
| eaux troubles (comme sous une cascade)             |                          | *namey : *nwəymey                               |                                                      |
| long                                               |                          | *namey : *nwəymey                               |                                                      |
| terre                                              |                          | *nʋ : *nʋ ~ *nʋ                                 |                                                      |
| mer                                                |                          | *pa                                             |                                                      |
| montagne, précipice                                |                          | *paɦɨy : *paɨɨy ~ *paɨy ~ *paɣey                |                                                      |
| homme                                              |                          | *paɨ                                            |                                                      |
| rencontrer                                         |                          | *paɨk                                           |                                                      |

### Emprunts du mandchou et du jurchen
Vovin (2013) compare certains glosses issus de différents stades historiques du coréen, avec des emprunts lexicaux du mandchou ou du jurchen ainsi que certains mots de langues japoniques.
| français                     | coréanique | mandchou/jurchen                                                                                 | japonique |
| ---------------------------- | --- | ------------------------------------------------------------------------------------------------ | --- |
| racine                       | en moyen coréen : pwùlhwúy | en mandchou : fulehe                                                                             | |
| frais                        | en moyen coréen ancien : sikun, moyen coréen : sìk-                                                                                    | en jurchen : šingun, en mandchou : singkeyen                                                     | |
| pente raide, falaise         | en moyen coréen : pyèlh, pìlèy, pìlyèy; en coréen moderne : pyelang                                                                    | en mandchou : biyoran [b’oran]                                                                   | |
| appuyer fortement            | en moyen coréen : cìcúl-, coréen moderne : cicilu-                                                                                     | en mandchou : cecere-                                                                            | |
| il, elle, ceci, cela         | en moyen coréen : í | en jurchen : in-i ‘son’, mandchou : i ‘ceci’                                                     | |
| dire, faire                  | en moyen coréen : ho- ~ hoy- < proto-coréen *hyo-                                                                                      | en jurchen et en mandchou : se- ‘dire’                                                           | |
| petite sœur, sœur d'un mâle  | en moyen coréen : nwùGùi ‘sœur d'un mâle’                                                                                              | en jurchen : neu’u, niyohun ‘petite sœur’                                                        | |
| pâle                         | en moyen coréen : nyèth- | en mandchou : nitan, nitara- ‘délavé’                                                            | |
| Bouddha                      | en moyen coréen : pwùthyè | en mandchou : fucihi                                                                             | |
| temple bouddhiste            | en moyen coréen : tyél | en jurchen : taira                                                                               | en vieux japonais : tera |
| miso, pâte de soja fermentée | en moyen coréen : myècwú | en mandchou : misu-n                                                                             | en moyen japonais : miso (en se basant sur l'histoire phonologique de ces trois langues, Vovin (2013) affirme que le coréen a pu être un donneur de mots pour le japonais et le mandchou.) |
| peigne du métier à tisser    | en moyen coréen : pòtóy | en mandchou : fatan ‘une sorte de peigne utilisé pour travailler la soie sur le métier à tisser’ | en vieux japonais : pata ‘métier à tisser’ |
| éventail                     | en moyen coréen ancien : pwuchay, en moyen coréen : pwùchéy ~ pwùcháy                                                                  | en jurchen : fus[h]eku                                                                           | |
| graine                       | en moyen coréen : psi | en mandchou : pisen                                                                              | |
| radis                        | en moyen coréen : mwùzwú (il s'agirait d'un emprunt relativement tardif, en effet : *mwuswu en proto-coréen > mwùzwú en moyen coréen.) | en jurchen : niam-muju                                                                           | |
| marque du génitif            | en vieux coréen : -hi | en jurchen et en mandchou : -i                                                                   | |
| forme verbale finie          | en vieux coréen : -Wi < *-bi | en jurchen et en mandchou : -bi                                                                  | |